# Памятная медаль Операций на Ближнем Востоке

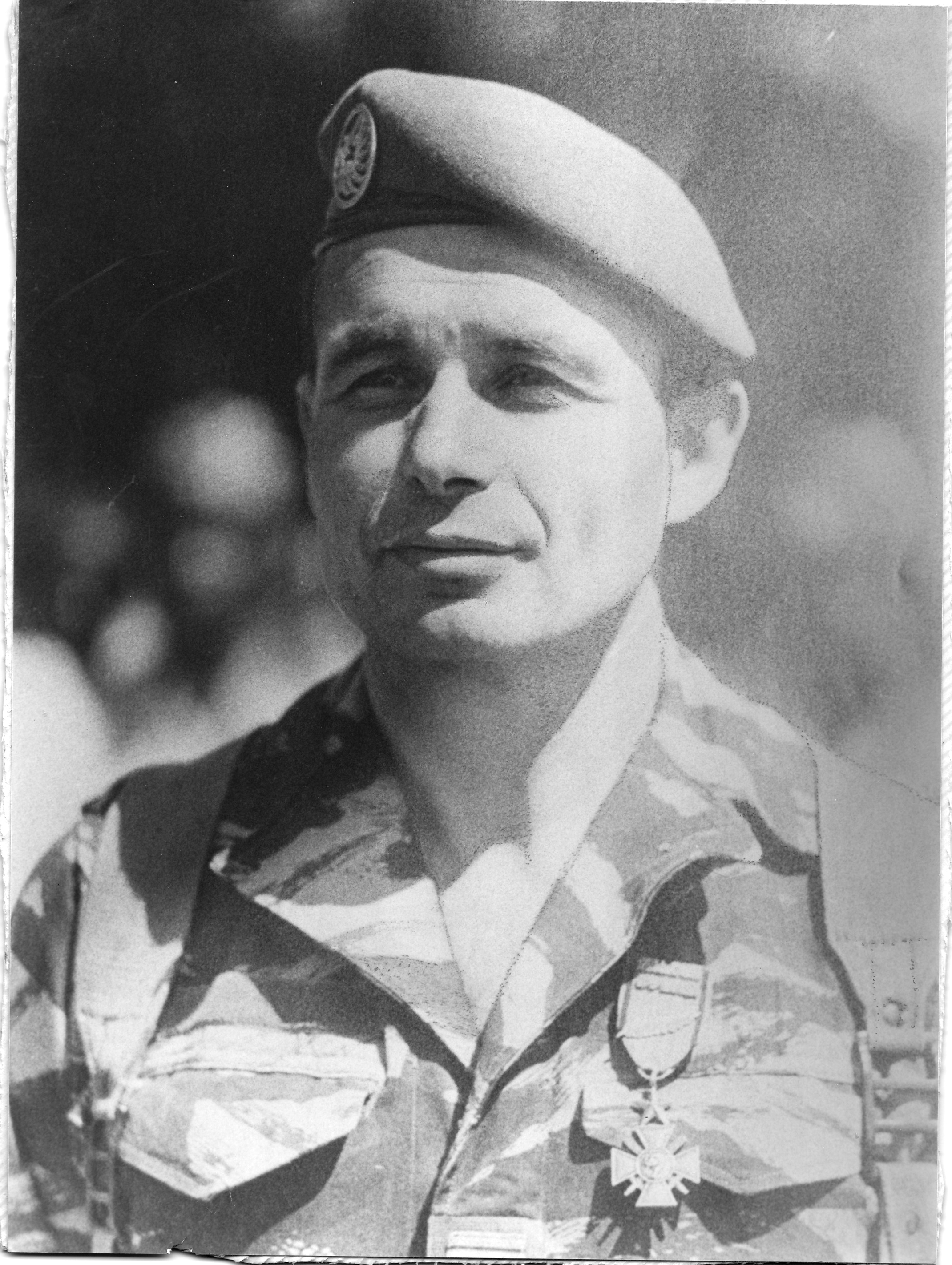
Полковник Филипп Эрюлен, награждённый памятной медалью Операций на Ближнем Востоке

Памятная медаль Операций на Ближнем Востоке (фр. Médaille commémorative des opérations du Moyen-Orient) — французская памятная награда, учреждённая 22 мая 1957 года для награждения французских граждан, служивших на Ближнем Востоке во время Суэцкого кризиса 1956 года.

## Положение о награде
Памятной медалью награждались французские солдаты всех трёх родов войск и гражданские лица (включая экипажи торговых судов и гражданских авиалайнеров) за участие в операциях, проходивших в географическом районе, расположенном между 20-й и 36-й параллелями северной широты и 24-м и 40-м меридианами восточной долготы с 1 сентября по 22 декабря 1956 года.
Медаль выдавалась при наличии военного документа, подтверждающего участие в боевых действиях. Медалью не награждались люди, совершившие тяжкие преступления или порочащие честь поступки во время операции. Заявки на получение награды подавались в офис Министерства обороны Франции.

## Описание награды
Медаль была диаметром 30 мм, чеканилась из бронзы, она может быть позолочена. На аверсе рельефное изображение республики в виде повёрнутого влево профиля женщины в шлеме с венцом из дубовых листьев. По обе стороны рельефная надпись по окружности «REPUBLIQUE FRANÇAISE» («Французская Республика»).
На реверсе рельефная надпись в пять строк с названием награды — «MÉDAILLE COMMÉMORATIVE DES OPÉRATIONS DU MOYEN-ORIENT 1956».
Медаль подвешивается на ленте через бронзовое кольцо, выполненное в виде лаврового венка диаметром 24 мм с полумесяцем. Шелковая муаровая лента шириной 37 мм светло-голубого цвета с жёлтой центральной полосой шириной 7 мм и двумя шириной по 2 мм в 2 мм от краёв.
На ленте носится позолочёная планка с рельефной надписью «MOYEN-ORIENT» («Средний Восток»).

## Известные награждённые
- Адмирал Пьер Баржо[англ.];
- Адмирал Жак Ланшад[англ.];
- Генерал Андре Бофр[англ.];
- Генерал Жан Симон;
- Полковник Филипп Эрюлен;
- Майор Эли де Сен-Марк[англ.].